# ترلينغ (تكساس)
ترلينغ (بالإنجليزية: Terlingua, Texas)‏ هي مدينة أشباح و أماكن مخصصة للتعداد تقع في الولايات المتحدة في تكساس. يقدر عدد سكانها بـ 58 نسمة ومساحتها 28.5 كم2 وترتفع عن سطح البحر 881.19 متر.

## معرض صور

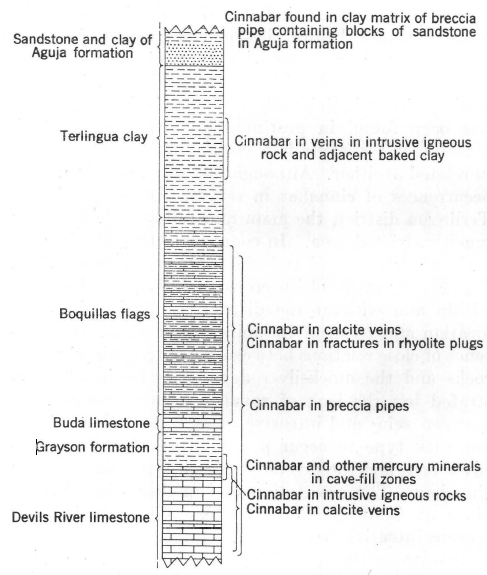
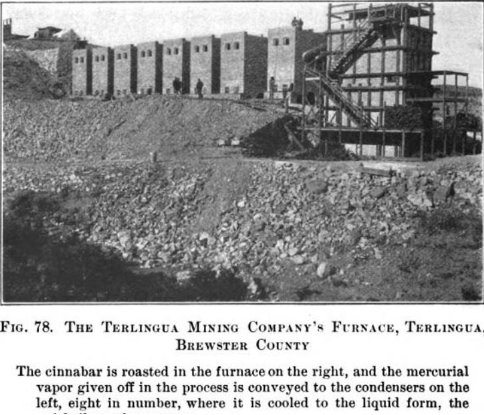
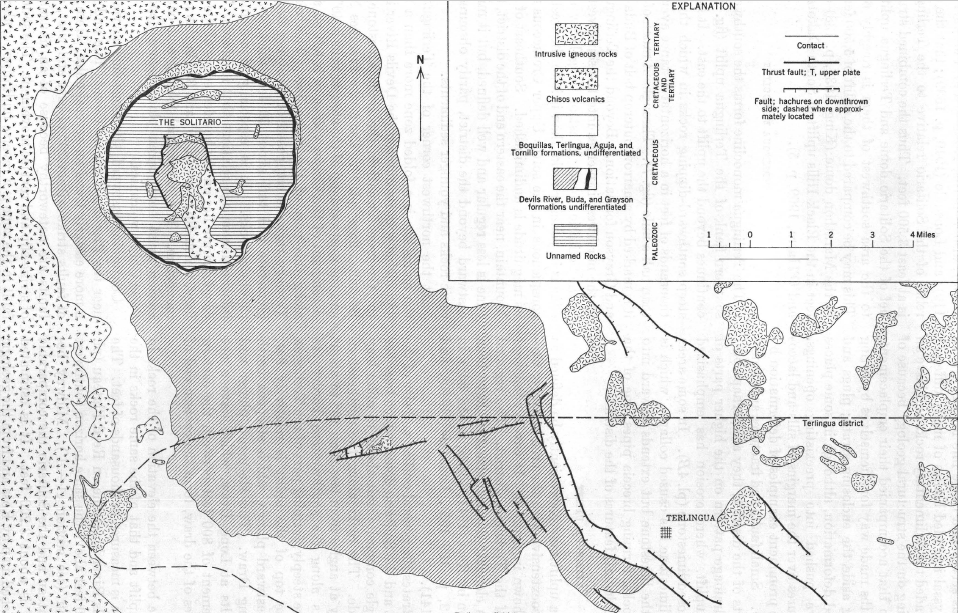